# Dobrinăuți-Hapăi, Botoșani
Dobrinăuți-Hapăi este un sat în comuna Vârfu Câmpului din județul Botoșani, Moldova, România.